# PGC 58817
LEDA/PGC 58817 ist ein verschmelzendes Galaxienpaar im Sternbild Schlangenträger am Südsternhimmel. Es ist schätzungsweise 364 Millionen Lichtjahre von der Milchstraße entfernt. Der Kern der Galaxie besteht aus zwei separaten Kernen, die gerade miteinander verschmelzen. Die beiden Komponenten mit den Namen IRAS 16399N und IRAS 16399S liegen über 11.000 Lichtjahre voneinander entfernt. Beide sind jedoch tief in denselben Strudel aus kosmischem Gas und Staub eingebettet und stehen in Wechselwirkung, was der Galaxie ihre eigentümliche Struktur verleiht. IRAS 16399S scheint eine Starburst-Region zu sein, in der sich neue Sterne mit einer unglaublichen Geschwindigkeit bilden. IRAS 16399N hingegen ist ein so genannter LINER-Kern (Low Ionization Nuclear Emission Region), also eine Region, deren Emission hauptsächlich von schwach ionisierten oder neutralen Atomen bestimmter Gase stammt. Der nördliche Kern beherbergt auch ein Schwarzes Loch mit der 100 Millionenfachen Masse der Sonne.